# Грозящий (канонерская лодка)
«Грозящий» — мореходная канонерская лодка Российского императорского флота одноименного типа. Стала первой бронированной канонерской лодкой в русском флоте, броненосным вариантом типа "Бобр (канонерская лодка)".

## Служба на флоте
Корабль предназначался для несения службы на Дальнем Востоке и явился первой броненосной канонерской лодкой в русском флоте. Однако после вступления в строй в 1892 году служил в составе Балтийского флота.
В 1895 году в составе отряда кораблей русского флота (в него входили также эскадренный броненосец «Император Александр II» и крейсер 1-го ранга «Рюрик») выполнил визит в Германию на открытие Кильского канала. Тогда «Грозящий» стал первым русским кораблем, прошедшим Кильским каналом.
В 1897—1898 годах корабль в составе эскадры контр-адмирала П. П. Андреева участвовал в международной миротворческой операции на Крите. Затем канонерская лодка по апрель 1905 года служила стационером в Средиземном море.
В 1899 г совершил поход до порта Танжер. Цель - доставить оттуда до порта Мазаган (теперь носит имя Эль-Джадида)  министра-резидента  России Василия Романовича Бахерахта, который должен был установить дипломатические связи с Марокко. ( РГАВМФ,  Фонд 417, Опись 1, Ед.Хр.1970).
С августа 1901 года — в составе отряда Морского инженерного училища Императора Николая I.
В 1907 году канонерская лодка прошла капитальный ремонт корпуса и механизмов на Кронштадтском пароходном заводе.
В ноябре 1911 года была разоружена и переклассифицирована в тральщик.
В период первой мировой войны несла брандвахтенную службу в Либаве. Капитан 2 ранга канонерской лодки 'Грозящий' А.А.ТРАНЗЕ был обвинен в шпионаже. Документы об освобождении из-под стражи датируются 1917 г.. ( РГАВМФ, Фонд 407, Опись 1-2, Ед.Хр.7991) 
С декабря 1914 года — плавбаза дивизии траления Балтийского флота (вооружение: шесть 47-мм орудий, два 7,62-мм пулемёта).
В мае 1915 года вооружена и переклассифицирована в канонерскую лодку (вооружение: два 152-мм/50 орудия, шесть 75-мм/50 орудий).
В июле-августе 1915 года участвовала в морском сражении в Рижском заливе, охраняла минные заграждения у входа в Ирбенский пролив.
В сентябре 1915 года обстреливала укрепления противника в районе Рагоцема и Шмардена. В октябре 1915 года участвовала в десантной операции у мыса Домеснес.
В 1916 году прошла капитальный ремонт механизмов с перевооружением (4 — 152/50, 1 — 76/30 зенит/).
С 4 по 19 октября 1917 года участвовала в Моонзундском сражении.
7 ноября 1917 года вошла в состав Красного Балтийского флота.
С октября 1918 года находилась на долговременном хранении в Кронштадтском порту, была разоружена.
В 1922 году передана в Отдел фондового имущества и в сентябре 1924 года была разобрана на металл.

## Командиры
- 1889 — август 1891 — капитан 1-го ранга Паренаго, Александр Николаевич
- август 1891 — сентябрь 1891 Рожественский, Зиновий Петрович
- 1891—1895 Шарон, Егор Егорович (Георгий Георгиевич)
- 1895—1896 Загорянский-Кисель (Киссель) Аполлинарий Сергеевич
- хх.хх.1896 — 15.09.1897 — капитан 2-го ранга Тарасов, Александр Трофимович
- 15.09.1897 — хх.хх.1898 — капитан 2-го ранга Щенснович, Эдуард Николаевич
- 1898—1899 Арцеулов, Алексей Николаевич
- 05.10.1899 — 01.01.1901 — капитан 2-го ранга Пороменский, Николай Иванович
- 01.01.1901 — хх.хх.1904 — капитан 2-го ранга Митурич, Николай Ильич
- 06.12.1904 — хх.хх.1906 — капитан 2-го ранга Кетлер, Эдуард Эдуардович
- 1907—1908 Опацкий, Леонид Петрович
- 1909—1911 Любинский Владимир Александрович
- 1910 и 1911—1912 Красинский Петр Михайлович/барон Клодт фон Юргенсбург
- 1912 Транзе Александр Александрович
- 1913—1914 Киткин, Петр Павлович
- 1 июня 1915—1916 Постригаев Лев Георгиевич
- 12 декабря 1916—1917 Ордовский-Танаевский Константин Дмитриевич
- 1917 — ? Марков Вячеслав Николаевич